# Roger Barton (Filmeditor)
Roger Barton (* 1. Juli 1965 in Los Angeles, Kalifornien) ist ein US-amerikanischer Filmeditor.

## Leben
Barton begann erst als Editor für Fernsehspielshows und -serien, bevor er sich dem Kinofilm zuwandte. 1997 war er Schnittassistent bei Titanic; es folgte der Kinderfilm Dieser verflixte Kater (Originaltitel: That darn Cat), in welchem er als Editor tätig war; danach 1998 erneute Schnittassistenz bei Armageddon – Das jüngste Gericht und Co-Editor 1999 bei Detroit Rock City.
2001 war er der Editor von Pearl Harbor, danach schnitt er 2002 den Horrorfilm Ghost Ship, 2003 Bad Boys II und 2005 Amityville Horror – Eine wahre Geschichte. Im Anschluss  war er Co-Editor für Die Insel, schnitt für George Lucas Star Wars: Episode III – Die Rache der Sith und Get Rich or Die Tryin’ mit dem Rapper 50 Cent in der Hauptrolle.
2006 schnitt er den Film Eragon – Das Vermächtnis der Drachenreiter, den er auch co-produzierte. Im Filmstudio Babelsberg arbeitete er am Schnitt für den 2008 erschienenen Film Speed Racer der Wachowski-Geschwister.
Eine erneute Kooperation mit Regisseur Michael Bay folgte 2009 mit Transformers – Die Rache. 2010 war er an der Produktion von Das A-Team – Der Film beteiligt.
Barton lebt mit seiner Familie in Santa Monica.

## Filmografie (Auswahl)
- 1979: Amityville Horror – Eine wahre Geschichte (The Amityville Horror)
- 1997: Dieser verflixte Kater (That Darn Cat)
- 2000: Nur noch 60 Sekunden (Gone in Sixty Seconds)
- 2001: Pearl Harbor (Pearl Harbor)
- 2002: Ghost Ship (Ghost Ship)
- 2003: Bad Boys II (Bad Boys II)
- 2005: Get Rich or Die Tryin’ (Get Rich or Die Tryin’)
- 2005: Star Wars: Episode III – Die Rache der Sith (Star Wars: Episode III – Revenge of the Sith)
- 2006: Eragon – Das Vermächtnis der Drachenreiter (Eragon)
- 2008: Speed Racer (Speed Racer)
- 2009: Transformers – Die Rache (Transformers: Revenge of the Fallen)
- 2010: Das A-Team – Der Film (The A-Team)
- 2011: Transformers 3 (Transformers: Dark of the Moon)
- 2012: The Grey – Unter Wölfen (The Grey)
- 2013: G.I. Joe – Die Abrechnung (G.I. Joe – Retaliation)
- 2013: World War Z
- 2014: Transformers: Ära des Untergangs (Transformers: Age of Extinction)
- 2015: Terminator: Genisys
- 2017: Pirates of the Caribbean: Salazars Rache (Pirates of the Caribbean: Dead Men Tell No Tales)
- 2017: Transformers: The Last Knight
- 2019: 6 Underground
- 2021: The Tomorrow War

## Sonstiges
Sein Sohn Aiden Barton spielte eine kleine Rolle im Film Star Wars: Episode III – Die Rache der Sith als Kinderdarsteller für Luke Skywalker und Prinzessin Leia.